# The Mighty Death Pop!
The Might Death Pop è il tredicesimo album in studio del gruppo horrorcore Insane Clown Posse. La canzone Skreem include collaborazioni con Hopsin e Tech N9ne, invece Untitled è in collaborazione con DJ Clay. La traccia Shooting Stars è un diss a Chris Brown e parla della violenza domestica di quest'ultimo nei confronti di Rihanna. Dog Catchers invece è un diss nei confronti di Duane Chapman.
Dall'album sono stati tratti i singoli Night of the Chainsaw, Chris Benoit, Hate Her To Death, 
Where's God, When I'm Clownin', The Mighty Death Pop e Forever.

## Tracce
1. Intro
2. The Mighty Death Pop
3. Night of the Chainsaw
4. Chris Benoit
5. The Blasta
6. Kickin' Kickin
7. Bazooka Joey
8. Shooting Stars
9. Juggalo Juice
10. Hate Her to Death
11. Skreem (feat. Hopsin & Tech N9ne)
12. Ghetto Rainbows
13. When I'm Clownin
14. Dog Catchers
15. Daisies
16. Where's God?
17. Forever
18. Untitled (feat. DJ Clay)

## Formazione
- Joseph Bruce – voce
- Mike E. Clark – produttore
- Insane Clown Posse — voce
- Shaggy 2 Dope — voce, scratching
- Hopsin;- voce in "Skreem"
- Tech N9ne;- voce in "Skreem"